# Kluky (Boêmia do Sul)
Kluky é uma comuna checa localizada na região da Boêmia do Sul, distrito de Písek.